# Bavayia exsuccida
Bavayia exsuccida es una especie de gecko del género Bavayia, perteneciente a la familia Diplodactylidae. Fue descrita científicamente por Bauer, Whitaker y Sadlier en 1998.

## Distribución
Se encuentra en Nueva Caledonia.